# Parasite Eve Original Soundtrack (1997)
Parasite Eve Original Soundtrack (パラサイト・イヴ サントラ?, Parasaito Ivu santora) è la colonna sonora del film Parasite Eve, realizzata da Joe Hisaishi.

## Tracce
1. EVE-Vocal Version (イヴ~ヴォーカル・ヴァージョン) 5:01
2. Choral (コーラル) 4:09
3. Cell (セル) 4:02
4. Darkness (ダークネス) 4:35
5. Explosion (エクスプロージョン) 5:05
6. EVE-Piano Version (イヴ~ピアノ・ヴァージョン) 4:29